# 外国人集住都市会議
外国人集住都市会議（がいこくじん しゅうじゅうとし かいぎ）は、日本国内で外国人が多く住む地方自治体やその地域の国際交流協会などが参加する組織。静岡県浜松市の呼びかけで、2001年（平成13年）5月7日に設立された。

## 背景・概要
1990年、出入国管理及び難民認定法が改正され、ブラジルなどの南米系日系人は3世まで就労制限がない在留資格が認められた。バブル景気による製造業の人手不足が背景にあり、出稼ぎの日系人が自動車産業の集積地である浜松市や群馬県大泉町などに移り住んだ。彼らはニューカマーと呼ばれた。こうした地域の自治体が、外国人住民に関わる施策や活動状況に関する情報交換のほか、各地域で顕在化しつつある様々な問題の解決に積極的に取り組んでいくことを目的として、外国人集住都市会議を設立した。政府に対する法・制度改正の要望も行った。
加盟自治体はピーク時の29から2018年度は15へと減っている（後記の「加盟自治体」参照）。これは外国人技能実習制度（1993年～）などにより日本に長期滞在する外国人の出身国がアジアを中心に多様化し、主に南米日系人向けを念頭に置いた施策に取り組んできた外国人集住都市会議の活動では対応しきれなくなったことが背景にある。

## 歴史
2001年
- 5月7日、静岡県浜松市で2001年度第1回会議開催。
- 10月19日、同じく浜松市で「外国人集住都市公開首長会議」開催。「浜松宣言及び提言」を採択[3]。

2002年
- 浜松市で2002年度第1回会議開催。
- 11月7日、東京都で第2回東京会議開催。「外国人集住都市東京会議における14都市共同アピール」を採択。

## 加盟自治体
2023年4月1日時点
- 群馬県 - 太田市、伊勢崎市、大泉町
- 長野県 - 上田市、飯田市
- 静岡県 - 浜松市
- 愛知県 - 豊橋市、豊田市、小牧市
- 三重県 - 鈴鹿市
- 岡山県 - 総社市

以上（順番は総務省地方公共団体コードによる）。

## かつての加盟都市
- 岐阜県 - 大垣市、可児市、美濃加茂市
- 静岡県 - 富士市、磐田市、掛川市、袋井市、湖西市、菊川市
- 三重県 - 津市、四日市市、亀山市、伊賀市
- 愛知県 - 岡崎市、知立市、西尾市、 蒲郡市、新城市
- 滋賀県 - 湖南市、愛荘町、 長浜市、甲賀市